# 于尼亚
于尼亚（法語：Unias，法語發音：[ynja]）是法国卢瓦尔省的一个市镇，属于蒙布里松区。该市镇总面积5.37平方公里，2009年时的人口为360人。

## 人口
于尼亚人口变化图示